# 사회민주당 (1985년 대한민국)
사회민주당(社會民主黨)은 1985년에 창당하여 1988년에 해산된 대한민국의 진보정당이다.